# L'ofici de viure
L'ofici de viure és un programa de Catalunya Ràdio conduït per Gaspar Hernàndez. En l'espai, es tracten temes com el creixement personal, la psicologia positiva i nova espiritualitat. Des de la temporada 2015-2016 s'emet de quatre a cinc de la tarda dels caps de setmana.El suplement de Catalunya Ràdio. L'any 2009 l'Ajuntament de Barcelona va atorgar el premi Ciutat de Barcelona i el programa també va rebre el 2013 el Premi Estatal BioCultura. Arrel del programa, Gaspar Hernàndez va publicar el 2009 un llibre titulat L'ofici de viure bé editat pel Grup 62. El programa va celebrar el ser desè aniversari a la Universitat Autònoma de Barcelona.